# Waterperry Gardens
Waterperry Gardens je okrasná zahrada v obci Waterperry, 11 km (7 mil) východně od Oxfordu, na hranici s Buckinghamshire. Dům v zahradě je původně zámeček ze 17. století, byl přestavěn v 18. a 19. století. 

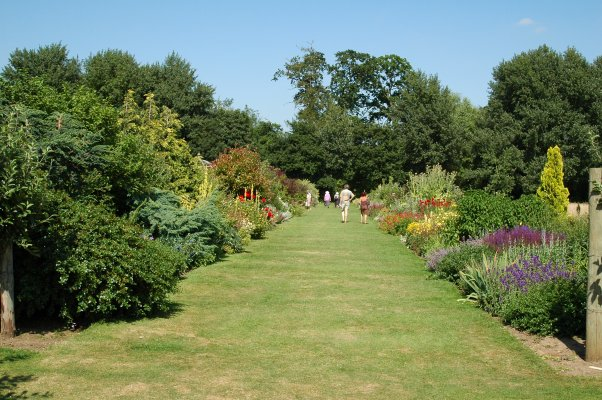

Stávající úpravy zahrady se datují do roku 1932, kdy zde byla otevřena Beatrix Havergalovou zahradnická škola pro dámy. Tato škola pokračovala do roku 1971. V okrasné zahradě jsou pěstovány okrasné květiny i bylinky a zahrada slouží ke komerčním účelům a jako turistická atrakce. Součástí zahrady je rozárium a skalka. V zahradě je také sbírka lomikamenů NCCPG Kabschia Saxifrages. Vyrábí se zde slavná jablečná šťáva Waterperry. Zahradnické kurzy se zde stále konají v průběhu celého roku.
Místo je známo každoročním setkáním Art in Action festival of art and craft každý červenec. 

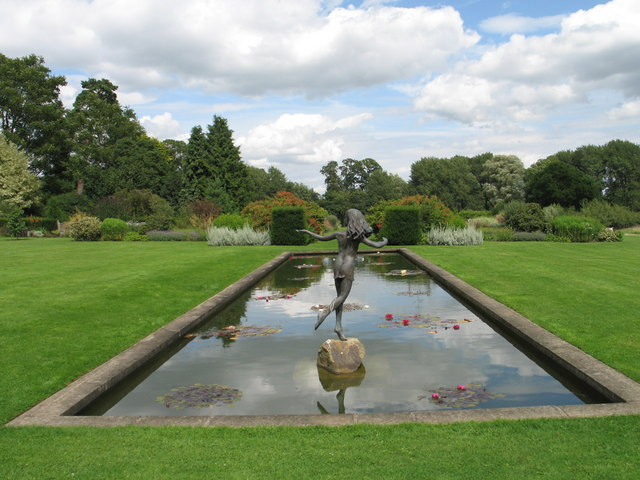